# 甜蜜之家 (電影)
《甜蜜之家》（スウィートホーム）是1989年1月上映的日本恐怖电影，由黑泽清执导及编剧、伊丹十三监制。同年，卡普空发行了同名改编游戏。